# Энна (провинция)
Энна (итал. Provincia di Enna) — провинция в Италии, в регионе Сицилия. Единственная провинция Сицилии, не имеющая выхода к морю. В столице провинции — городе Энна — находится географический центр острова.

## География
На территории провинции есть и горы, и низменности, но преобладает холмистая местность, благоприятная для развития сельского хозяйства и сети автомобильных и железных дорог. Значительная часть автострады, соединяющей северное и восточное побережье острова, проложена на эстакадах в целях минимизации ущерба сельскохозяйственным угодьям и выпасам.
Самая высокая точка провинции — Монте-Самбугетти (1559 м).
На востоке провинции находится обширная Катанская низменность. В провинции нет крупных рек, наиболее известные — Сальсо и Сальсо-Чимароза, приток реки Симето. В провинции располагается также озеро Пергуза тектонического происхождения площадью 1,8  км² и максимальной глубиной в 3,5 м, с 1995 года включённое в состав национального заповедника. На территории провинции Энна образовано семь природных заповедников.